# Salo (Streichinstrument)

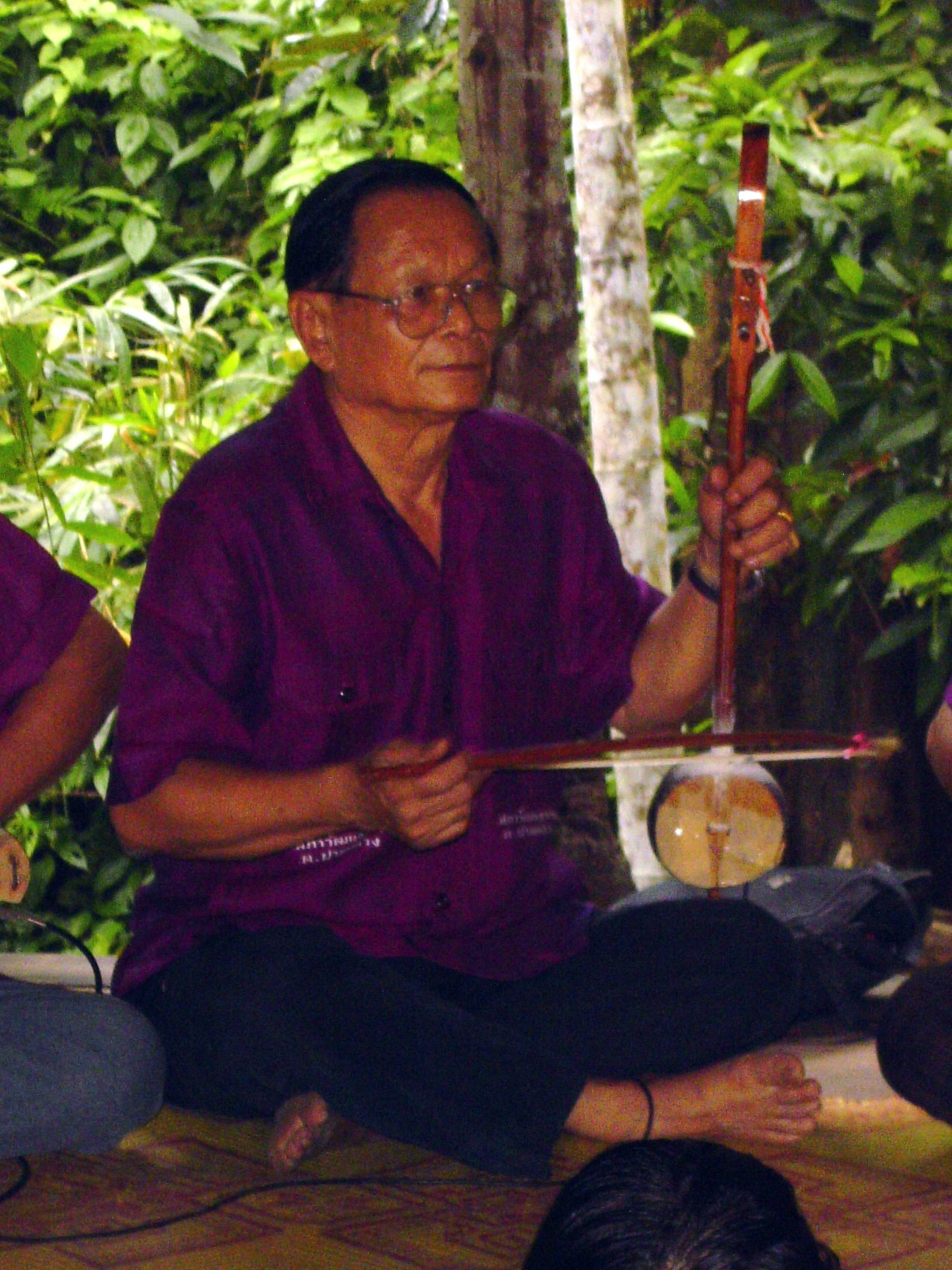
Salo-Spieler

Salo (thailändisch สะล้อ), auch sa lo und sa lor, englische Umschrift salaw, ist eine Schalenspießlaute in Nordthailand, die mit einem Bogen gestrichen wird. Die salo entspricht im Wesentlichen der zentralthailändischen, ursprünglich in der höfischen Musik gespielten sor u.
Der Resonanzkörper des Streichinstruments besteht einer Kokosnussschale. Das Griffbrett besteht aus Teak- oder einem anderen Hartholz. Die salo besitzt entweder zwei oder drei Metallsaiten. Der Bogen ist aus Holz, zwischen dessen beiden Enden Rosshaar gespannt ist. Während bei der sor u der Streichbogen zwischen den Saiten hindurchgeführt wird und deshalb mit dem Instrument verbunden ist, streicht der Spieler der salo die Saiten mit einem separaten Bogen wie bei der Violine von oben.
Die salo wird in Volksmusikensembles gespielt, insbesondere während festlicher Anlässe, wie Loi Krathong, Hauszeremonien, Hochzeiten, Begräbnissen und als Begleitung zum Gesang.

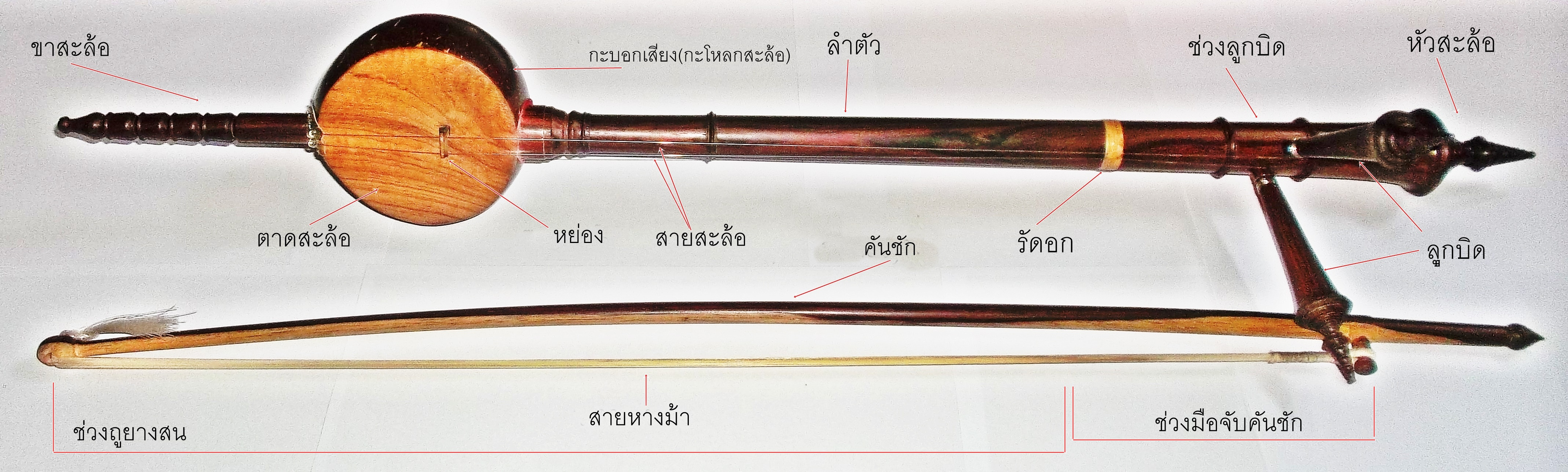
Zweisaitige salo
Unterseite